# Halecium brashnikowi
Halecium brashnikowi är en nässeldjursart som beskrevs av Linko 1911. Halecium brashnikowi ingår i släktet Halecium och familjen Haleciidae. Inga underarter finns listade i Catalogue of Life.